# 13 demonów Scooby Doo
13 demonów Scooby Doo (ang. The 13 Ghosts of Scooby-Doo) – siódmy serial animowany z serii Scooby Doo, wyprodukowany w roku 1985 w studiu Hanna-Barbera.
Linia fabularna rozpoczęta w serialu jest kontynuowana i zakończona w filmie Scooby-Doo! i klątwa trzynastego ducha z 2019 roku.

## Fabuła
Fabuła serialu rozpoczyna się, gdy Scooby Doo i Kudłaty, za sprawą dwóch duchów – Bogla i Weerda – przypadkowo otwierają tajemniczy kufer, uwalniając 13 najstraszniejszych demonów świata. Teraz, wraz z Daphne, Scrappym Doo oraz nowo poznanym chłopcem o imieniu Flim-Flam, pod przewodnictwem czarodzieja Vincenta Van Ghoula, muszą schwytać wszystkie upiory i zamknąć je z powrotem w kufrze. Tylko oni mogą tego dokonać, ponieważ to oni je uwolnili. 
W serialu pojawia się nowa postać – Vincent Van Ghoul, czarodziej, który pomaga bohaterom w ich misji. Postać ta jest karykaturą aktora Vincenta Price'a, który użyczył jej swojego głosu.

## Obsada głosowa
- Don Messick –
  - Scooby Doo,
  - Scrappy Doo,
  - różne głosy
- Casey Kasem – Kudłaty Rogers
- Heather North – Daphne Blake
- Susan Blu – Flim-Flam
- Vincent Price – Vincent Van Ghoul
- Howard Morris – 
  - Bogel,
  - różne role
- Arte Johnson – Weerd

## Przegląd sezonu
| Sezon | Sezon | Odcinki | Pierwsza emisja w Stanach Zjednoczonych | Pierwsza emisja w Stanach Zjednoczonych |
| Sezon | Sezon | Odcinki | Pierwszy odcinek                        | Ostatni odcinek                         |
| ----- | ----- | ------- | --------------------------------------- | --------------------------------------- |
|       | 1     | 13      | 7 września 1985                         | 7 grudnia 1985                          |

## Lista odcinków
| Premiera w USA | Numer odcinka | Polski tytuł                               | Angielski tytuł                     | Demon             |
| -------------- | ------------- | ------------------------------------------ | ----------------------------------- | ----------------- |
|                |               |                                            |                                     |                   |
| SERIA PIERWSZA |               |                                            |                                     |                   |
|                |               |                                            |                                     |                   |
| 07.09.1985     | 01            | Scooby Doo uwalnia demony                  | To All the Ghouls I've Loved Before | –                 |
|                |               |                                            |                                     |                   |
| 14.09.1985     | 02            | Scoobra-Kadoobra                           | Scoobra-Kadoobra                    | Maldor            |
|                |               |                                            |                                     |                   |
| 21.09.1985     | 03            | Ja i demoniczny cień                       | Me and My Shadow Demon              | Morbidia          |
|                |               |                                            |                                     |                   |
| 28.09.1985     | 04            | Niesamowite odbicie                        | Reflections in a Ghoulish Eye       | Lustrzany Demon   |
|                |               |                                            |                                     |                   |
| 05.10.1985     | 05            | Siwowisko                                  | That’s Monstertainment              | Zomba             |
|                |               |                                            |                                     |                   |
| 12.10.1985     | 06            | Statek duchów                              | Ship of Ghouls                      | Upiór wiatrowy    |
|                |               |                                            |                                     |                   |
| 19.10.1985     | 07            | Straszydełko, potworek podobny do ciebie   | A Spooky Little Ghoul Like You      | Nicara            |
|                |               |                                            |                                     |                   |
| 26.10.1985     | 08            | Wiedźmy nad wiedźmami                      | When You Witch Upon a Star          | Marcella          |
|                |               |                                            |                                     |                   |
| 02.11.1985     | 09            | Ten wspaniały Scooby                       | It's a Wonderful Scoob              | Ślizgacz czasu    |
|                |               |                                            |                                     |                   |
| 09.11.1985     | 10            | Scooby w komiksie                          | Scooby in Kwackyland                | Demondo           |
|                |               |                                            |                                     |                   |
| 16.11.1985     | 11            | Wybrzeże duchów                            | Coast-to-Ghost                      | Rankor            |
|                |               |                                            |                                     |                   |
| 23.11.1985     | 12            | Najstraszniejsze przedstawienie na świecie | The Ghouliest Show on Earth         | Profesor Fantasmo |
|                |               |                                            |                                     |                   |
| 07.12.1985     | 13            | Horror Scooby’ego                          | Horror-Scope Scoob                  | Simbolo           |
|                |               |                                            |                                     |                   |